# Kallirói (ort i Grekland)
Kallirói är en ort i Grekland.   Den ligger i prefekturen Trikala och regionen Thessalien, i den centrala delen av landet, 280 km nordväst om huvudstaden Aten. Kallirói ligger 1 136 meter över havet och antalet invånare är 151.
Terrängen runt Kallirói är kuperad åt nordost, men åt sydväst är den bergig. Kallirói ligger nere i en dal. Runt Kallirói är det mycket glesbefolkat, med 4 invånare per kvadratkilometer. Närmaste större samhälle är Metsovo, 18,5 km nordväst om Kallirói. I omgivningarna runt Kallirói växer i huvudsak blandskog.